# The Poison
The Poison („das Gift“) ist das 2005 erschienene Debütalbum der walisischen Metal-Band Bullet for My Valentine. Es wurde zwischen März und Juni 2005 in The Chapel (Lincolnshire), den Backstage Studios und den Notting Pill Studios aufgenommen. Am 3. Oktober 2005 wurde das Album in Großbritannien, am 30. Januar 2006 in Japan und im Februar desselben Jahres in den USA veröffentlicht. Produzent des Albums ist Colin Richardson. 2006 wurde das Album neu aufgenommen und veröffentlicht.

## Singleauskopplungen
Zu dem Album erschienen vier Singleauskopplungen. Die erste, „4 Words (To Choke Upon)“, erschien am 28. März 2005. Diese Single ist auch auf der US-amerikanischen EP der Band enthalten, die Hand of Blood heißt. Die zweite Single zum Album heißt „Suffocating Under Words of Sorrow (What Can I Do)“ und wurde am 19. September desselben Jahres veröffentlicht. Der Song wurde dreimal auf verschiedenen CDs aufgenommen und ist auch im Film Saw III zu hören. Diese Single erreichte den 37. Platz der britischen Single-Charts.
Die dritte Single erschien am 3. Februar 2006 und heißt „All These Things I Hate (Revolve Around Me)“. Sie wurde auch als Mini-EP herausgebracht, welche fünf Songs und ein Musikvideo enthält. Die Single erreichte den 13. Platz der Hot Mainstream Rock Tracks (Billboard) und den 30. Platz der Hot Modern Rock Tracks (ebenfalls Billboard).
Die letzte Auskopplung wurde am 23. Juni 2006 veröffentlicht und heißt „Tears Don’t Fall“. Die Single erfuhr ebenfalls mehrere Veröffentlichungen, darunter eine Doppeldisc, eine 7-Vinyl-EP und eine Deutschland-exklusive EP-CD. Auch „Tears Don't Fall“ war in den Hot Mainstream Rock Track Charts (24. Platz) und den Hot Modern Rock Tracks (32. Platz) vertreten.

## Titelliste

### Standard-Version
1. Intro (mit Eicca Toppinen von Apocalyptica)
2. Her Voice Resides
3. 4 Words (To Choke Upon)
4. Tears Don’t Fall
5. Suffocating Under Words of Sorrow (What Can I Do)
6. Hit the Floor
7. All These Things I Hate (Revolve Around Me)
8. Hand of Blood
9. Room 409
10. The Poison
11. 10 Years Today
12. Cries in Vain
13. The End

### Andere Versionen
- Auf der Alternate Version wurde der Song „Spit You Out“ durch „Hand of Blood“ ersetzt.
- Die US-amerikanische Neuveröffentlichung enthält fünf Bonussongs: „7 Days“, „My Fist, Your Mouth, Her Scars“, das Metallica-Cover „Welcome Home (Sanitarium)“ und die Akustikversionen der Songs „Tears Don't Fall“ und „Domination“ (Pantera-Cover).
- Die britische Version der Neuveröffentlichung hat lediglich vier Bonussongs; ebenfalls „7 Days“ und „My Fist, Your Mouth, Her Scars“, sowie zwei Live-Versionen der Songs „Spit You Out“ und „All These Things I Hate (Revolve Around Me)“.
- Die japanische Deluxe-Version enthält die Live-Songs „Spit You Out“ und „Room 409“.

## Kommerzieller Erfolg

### Chartplatzierungen
Nachdem die EP Bullet for My Valentine ziemlich erfolgreich wurde, war abzusehen, dass auch das kurze Zeit später angekündigte Debütalbum erfolgreich sein wird. So erreichte nicht nur das Album, sondern auch die Singleauskopplungen teils mehrere Chartplatzierungen in mehreren Nationen. Während die Singles ausschließlich in Deutschland und Großbritannien eine offizielle Chartplatzierung erreichte, schaffte das Album mehrere Charteinstiege in Österreich und den USA.
| ChartsChartplatzierungen       | Höchstplatzierung | Wochen |
| ------------------------------ | ----------------- | ------ |
| Deutschland (GfK)              | 25 (41 Wo.)       | 41     |
| Österreich (Ö3)                | 43 (19 Wo.)       | 19     |
| Vereinigte Staaten (Billboard) | 128 (56 Wo.)      | 56     |
| Vereinigtes Königreich (OCC)   | 21 (10 Wo.)       | 10     |

| ChartsJahrescharts (2006) | Platzierung |
| ------------------------- | ----------- |
| Deutschland (GfK)         | 66          |

### Auszeichnungen für Musikverkäufe
| Land/Region                  | Auszeichnungen für Musikverkäufe (Land/Region, Auszeichnung, Verkäufe) | Verkäufe |
| ---------------------------- | ---------------------------------------------------------------------- | -------- |
| Deutschland (BVMI)           | Platin                                                                 | 200.000  |
| Vereinigte Staaten (RIAA)    | Gold                                                                   | 500.000  |
| Vereinigtes Königreich (BPI) | Gold                                                                   | 100.000  |
| Insgesamt                    | 2× Gold · 1× Platin ·                                                  |          |